# Lịch sử quân sự Ý trong Thế chiến thứ hai

Ý và các thuộc địa Ý trước Thế chiến II được thể hiện bằng màu đỏ. Các khu vực màu hồng sáp nhập trong các giai đoạn giữa năm 1940 và 1943 (tô giới Thiên Tân ở Trung Quốc không được hiển thị)

Sự tham gia của Ý trong Chiến tranh thế giới thứ hai có điểm nổi bật về tư tưởng, chính trị và ngoại giao nhưng các hành động quân sự của họ thường bị ảnh hưởng nặng nề bởi các yếu tố bên ngoài. Ý tham gia chiến tranh với tư cách là một trong những cường quốc phe Trục vào năm 1940, sau khi Pháp đầu hàng, với kế hoạch tập trung lực lượng Ý vào một cuộc tấn công quy mô lớn chống lại Đế quốc Anh ở châu Phi và Trung Đông, hy vọng Anh sẽ sụp đổ ở châu Âu. Không quân Ý đã oanh tạc Palestine, xâm lược Ai Cập và chiếm đóng Somaliland của Anh với thành công ban đầu. Tuy nhiên, đến năm 1941 Mỹ và Liên Xô tham gia chiến tranh, do đó làm đổ vỡ kế hoạch của Ý và thất bại mục tiêu buộc Anh phải thương lượng hòa bình với Ý.
Nhà độc tài Ý Benito Mussolini dù biết nước Ý chưa sẵn sàng cho một cuộc chiến chống lại các cường quốc Đồng minh nhưng vẫn chọn con đường chiến tranh, ông mơ ước khôi phục lại đế chế La Mã ở Địa Trung Hải (Mare Nostrum), tham vọng này đã hoàn thành một phần vào cuối năm 1942. Vào thời điểm này ảnh hưởng của Ý mở rộng trên khắp Địa Trung Hải. Libya đã được bình định và trải qua sự định cư của người Ý. Một chế độ phát xít đồng minh đã được dựng lên ở Tây Ban Nha, và một chế độ bù nhìn được dựng lên ở Croatia. Tiếp theo sau, Albania, Ljubljana, vùng ven biển Dalmatia và Montenegro sáp nhập vào Ý. Hầu hết Hy Lạp đã bị chiếm đóng bởi Ý sau Chiến tranh Hy Lạp-Ý và Trận Hy Lạp, sau đó Ý chiếm đóng Corsica và Tunisia sau sự sụp đổ của Pháp. Cuối cùng, các lực lượng liên quân Ý-Đức đã đạt được những thắng lợi lớn chống lại quân nổi dậy ở Nam Tư và đã chiếm đóng một phần lãnh thổ của Ai Cập do Anh nắm quyền, đẩy họ tới El Alamein sau chiến thắng tại Trận Gazala.
Tuy nhiên, các cuộc bành trướng của Ý luôn bị chống trả dữ dội. Trước hết là các cuộc nổi dậy của phong trào kháng chiến Hy Lạp và Nam Tư, về sau là sự phản công của quân đội Đồng minh trên khắp Bắc Phi và Địa Trung Hải. Cuối cùng đế quốc Ý sụp đổ sau hàng loạt thất bại quân sự. Ngày 25 tháng 7 năm 1943, sau cuộc xâm lược của quân Đồng minh vào Sicily, Benito Mussolini đã bị bắt giữ bởi lệnh của vua Victor Emmanuel III. Điều này kích động một cuộc nội chiến. Quân đội Ý bên ngoài chính quốc sụp đổ, các vùng lãnh thổ bị chiếm đóng và sáp nhập của Ý chuyển sang nằm dưới quyền kiểm soát của Đức. Ý đã đầu hàng vào cuối Chiến dịch Ý.
Nửa phía bắc của Ý bị chiếm đóng bởi người Đức. Với sự giúp đỡ của họ một nước cộng hòa thân Đức thành lập, với hơn 500.000 binh sĩ Đức chiếm đóng. Trong khi miền nam bị chi phối bởi chế độ quân chủ và các lực lượng tự do. Vào năm 1945, lực lượng cộng sản Ý đã bắt được Benito Mussolini và xử tử ông ta vào ngày 28 tháng 4, hai ngày sau đó đến lượt Hitler tự sát. Tuy rằng Ý có thể coi là một đất nước yếu kém trong thế chiến thứ 2, nhưng lịch sử đã chứng minh rằng binh lính Ý là những binh lính dũng cảm và hiệu quả mặt dù được chỉ huy bởi những chỉ huy kém hiệu quả. Điều này đã được chứng minh thông qua một trong những vị tướng giỏi nhất của Đức, Erwin rommel , khi còn ở Bắc Phi, ông đã thấy được sự hiệu quả và dũng cảm của binh lính Ý. Ông còn có một câu nói là "Các binh sĩ Đức đã gây ấn tượng trước cả thế giới, còn những người lính Ý đã khiến các binh sĩ Đức bị ấn tượng về họ"